# Kulspel

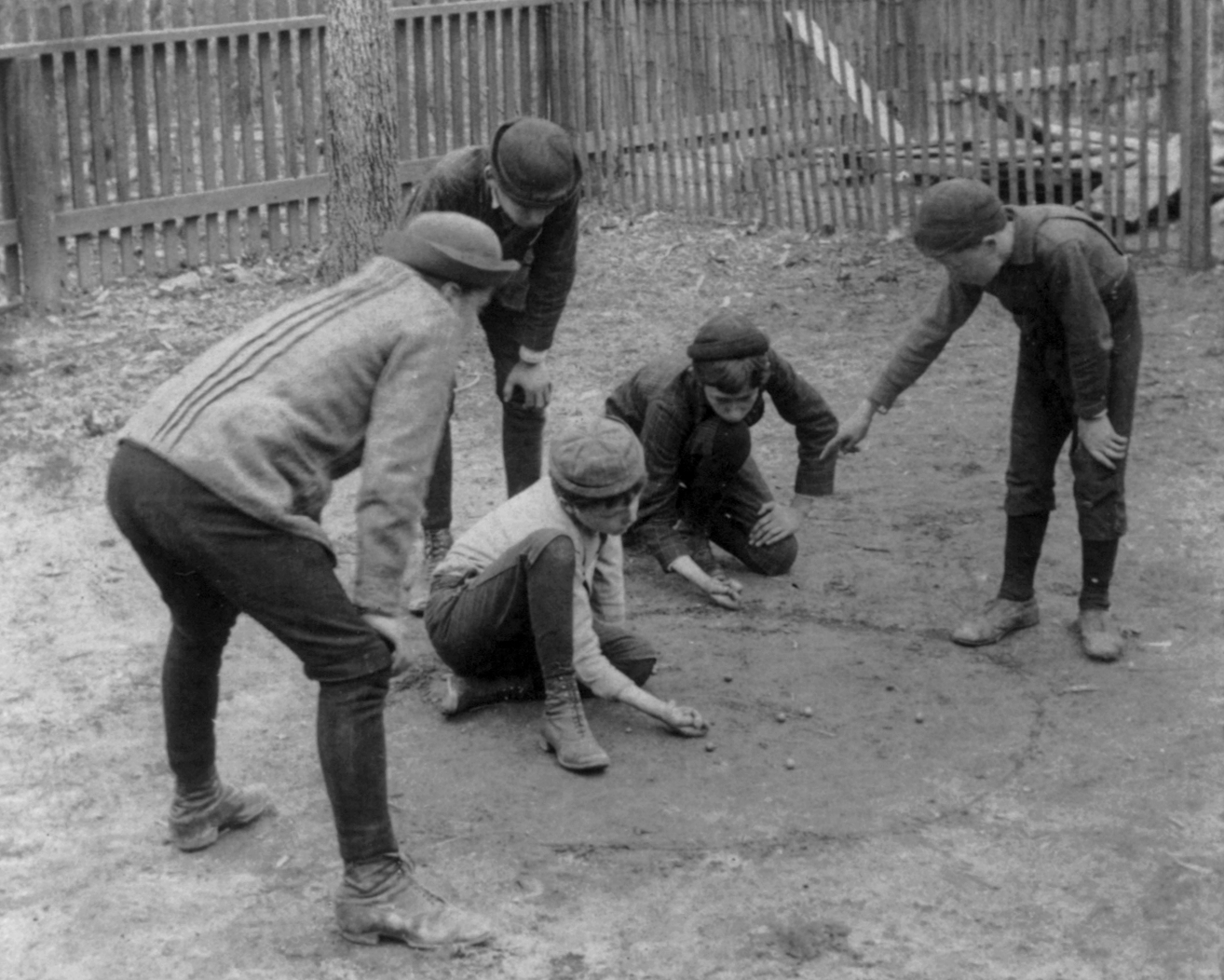
Barn som spelar kula, foto från 1891

Kulspel (spela kula, kasta kula) är en lek som förekommer och förekommit i de flesta kulturer, bland annat forntidens Egypten. I Sverige är leken vanlig på skolgårdar, bland elever i årskurs 1-6, under våren när tjälen släppt och eventuell snö töat bort. Ursprungligen användes färgade "stenkulor" gjorda av lera men på senare tid finns även kulor tillverkade av glas, porslin, sten eller rostfritt stål (så kallade dankar), se vidare Spelkula. Kulorna brukar förvaras i en kulpåse när man inte spelar.

## Exempel på spel med kulor

### Långkrock
Benämningen långkrock används om två olika spel.
I det ena spelet, som också kan heta ring, lägger alla deltagare kulor till en startpott som läggs på rad eller utspridda i en cirkel. Deltagarna turas sedan om att kasta en kula från ett markerat streck ett par meter därifrån. Man ska försöka krocka kulorna så att de rullar ur cirkeln. De kulor som efter krock ligger utanför cirkeln har man vunnit. Missar man helt eller krockar men kulorna stannar kvar inne i ringen, har man förlorat sin kula till potten. Om ens egen kula rullar utanför ringen, får man kasta från den plats där den hamnade.
I det andra spelet kastar den förste spelaren ut sin kula så att den hamnar ett antal meter längre bort. Nästa spelare ska försöka vinna denna kula genom att träffa den med sin kula. Som träff brukar också räknas när kulan hamnar ”i laje”, dvs. på ett avstånd som inte är större än att tummen och ett av fingrarna på spelarens utspärrade hand samtidigt kan beröra båda kulorna. Vid miss får kulan ligga kvar. Därefter ska nästa spelare i tur kasta ut sin kula.

### Pyramid / pyrra
En spelare är byggare, de andra är kastare. Byggaren ställer upp en pyramid bestående av minst tre kulor som bas och en på topp. Kastarna står bakom ett streck ett par meter därifrån och turas om att kasta kula mot pyramiden. Pyramidägaren sitter vanligen bredbent bakom pyramiden och samlar upp de kastade kulorna på så sätt.  Den som byggt pyramiden vinner alla kulor som missar. Den som träffar vinner alla kulorna i pyramiden och får sedan vara byggare i nästa omgång. Man kan bygga upp stora pyramider. Väljer man att bygga en större pyramid är oftast regeln att det kräver längre avstånd för de som skall kasta.

### Grop
En liten grop grävs. Alla deltagarna rullar varsin kula mot gropen från ett markerat streck i marken. Den som kommer närmast får börja putta. Om man lyckas putta så att kulan rullar ner i gropen får man fortsätta med nästa tills man missar. Vid miss tar den över vars kula kom näst närmast. Det finns två varianter för vinst. Antingen vinner puttaren de kulor som han lyckas få i gropen. Eller också vinner den som puttar i sista kulan alla kulorna.

### Streck
En ganska grund avlång ränna görs, gärna i sand eller sandig jord, kallad "strecket". En markering görs på lämpligt avstånd, c:a 5 m, som utgångspunkt. Därifrån kastar deltagarna sina kulor mot strecket. Det gäller att komma så nära strecket som möjligt (eller i detsamma), utan att landa bakom det. Närmast vinner alla kulorna i omgången.